# Пакосць
Пакосць (пол. Pakość) — город в Польше, входит в Куявско-Поморское воеводство, Иновроцлавский повят. Имеет статус городско-сельской гмины. Занимает площадь 3,44 км². Население — 5977 человек (на 2006 год).

## Персоналии
- Дзялиньский, Зыгмунт (1618—1685) — государственный и политический деятель Речи Посполитой.